# Tjuleni-Insel
Die Tjuleni-Insel (russisch остров Тюлений, ostrow Tjuleni) ist eine unbewohnte russische Insel im Ochotskischen Meer. Sie liegt östlich der Insel Sachalin.
Die Insel, deren Name auf Deutsch Robben-Insel bedeutet, wurde 1852 von Walfängern entdeckt. Am Ende des 19. und Anfang des 20. Jahrhunderts wurden hier zehntausende nördliche Seebären gejagt. 
Einzelne Gebäude gab es schon länger auf der Insel. In den 1960er Jahren errichteten sowjetische Fischer für den Robbenfang ein System von Zäunen. Sogar ein Hotel wurde gebaut. Als die Nachfrage nach Pelzen zurückging, wurde das Geschäft unattraktiv und seit 2008 ist die Insel wieder der Natur überlassen. 2017 wurde die Insel von freiwilligen Helfern von EMERCOM aufgeräumt, sie beseitigten verschiedene Trümmer und andere Spuren von Vandalismus.
Neben Robben leben auf der Insel auch Trottellummen und eine Reihe anderer Meeresvögel, darunter bedrohte Arten wie die Kamtschatkamöwe.  BirdLife International weist die Insel seit 2004 als Important Bird Area (RU166) aus.

## Tourismus
Die Insel wird von Zeit zu Zeit von Kreuzfahrtschiffen angelaufen.